# Lothar Hampe
Lothar Hampe (* 12. August 1946 in Lamspringe in Niedersachsen) ist ein deutscher Politiker (CDU). 

## Leben
Hampe besuchte die Volks- und Realschule in Lamspringe. Im Anschluss daran machte er eine Lehre als Maurer, besuchte jedoch danach nochmals die Fachoberschule und legte sein Fachabitur ab. Zwischen 1965 und dem Jahr seiner Wahl zum Landtag 1982 war er als Polizeibeamter des Landes Niedersachsen beschäftigt. 1975 wurde er für fünf Jahre Vorsitzender des Personalrates in Alfeld/Leine uns später stellvertretender Vorsitzender in Hildesheim. Nach dem Ende seiner ersten Amtszeit als Landtagsabgeordneter wurde er 1987 Sachbearbeiter im Sozialministerium des Landes Niedersachsen. Im Jahr 1991 wurde er dann Geschäftsführer der Werkstatt für Behinderte in seinem Heimatort Lamspringe.
Hampe wurde im Jahr 1972 Mitglied der CDU. Er wurde zum Vorstandsmitglied des CDU-Bezirksverbandes in Hildesheim gewählt. Ferner war er Landesvorstandsmitglied der Christlich-Demokratischen Arbeitnehmerschaft sowie stellvertretender Vorsitzender des Verwaltungsrates der Kreissparkasse Alfeld.

## Öffentliche Ämter
Hampe wurde im Jahr 1975 Ratsherr der Samtgemeinde Lamspringe. Hier wurde er 1981 Bürgermeister der Samtgemeinde. Im Jahr 1976 wurde er Ratsherr und Bürgermeister des Fleckens Lamspringe. Im Jahr 1977 wurde er zum Abgeordneten des Kreistages des Landkreises Hildesheim.
Hampe war Mitglied des Niedersächsischen Landtages in der zehnten Wahlperiode vom 21. Juni 1982 bis zum 20. Juni 1986 sowie in der zwölften Wahlperiode vom 17. Juni 1992 bis 20. Juni 1994.

## Quelle
- Barbara Simon: Abgeordnete in Niedersachsen 1946–1994. Biographisches Handbuch. Hrsg. vom Präsidenten des Niedersächsischen Landtages. Niedersächsischer Landtag, Hannover 1996, S. 138–139.

| Personendaten    | Personendaten                  |
| ---------------- | ------------------------------ |
| NAME             | Hampe, Lothar                  |
| KURZBESCHREIBUNG | deutscher Politiker (CDU), MdL |
| GEBURTSDATUM     | 12. August 1946                |
| GEBURTSORT       | Lamspringe                     |